# كارل هيورث
كارل هيورث (بالسويدية: Carl Hjorth)‏ هو مبارز بالسيف سويدي، ولد في 15 يوليو 1875 في ستوكهولم في السويد، وتوفي في 26 أبريل 1949.

## وصلات خارجية
- كارل هيورث على موقع أوليمبيديا (الإنجليزية)
- كارل هيورث على موقع اللجنة الأولمبية السويدية (السويدية)